# Wendy Turnbull
Wendy Turnbull (Brisbane, 26 november 1952) is een voormalig tennisspeelster uit Australië. Haar bijnaam Rabbit kreeg zij vanwege haar snelle voetenwerk op de tennisbaan. Zij stond tien jaar achtereen in de top 20 (1977–1986), waarvan acht in de top 10 (1977–1984).
Op de Olympische Spelen van 1988 in Seoel behaalde ze samen met Elizabeth Smylie een bronzen medaille in het vrouwendubbelspel.
Turnbull vertegenwoordigde Australië in de Fed Cup van 1977 tot en met 1988. In de periode 1985–1993 was zij captain van het Australische Fed Cup-team.
In 1984 werd zij onderscheiden met de benoeming tot Lid in de Orde van het Britse Rijk, vanwege haar verdiensten voor het tennis. In 1992 ontving Turnbull de Sarah Palfrey Danzig Award. In 2009 werd zij geïnstalleerd in de Australische Tennis Hall of Fame.
Na haar carrière op de baan heeft ze voor het Australische Network 7 tenniswedstrijden verslagen.

## Resultaten grandslamtoernooien
| Legenda | Legenda                          |
| ------- | -------------------------------- |
| g.t.    | geen toernooi gehouden           |
| l.c.    | lagere categorie                 |
| –       | niet deelgenomen                 |
| G       | uitgeschakeld in de groepsfase   |
| 1R      | uitgeschakeld in de eerste ronde |
| 2R      | uitgeschakeld in de tweede ronde |
| 3R      | uitgeschakeld in de derde ronde  |
| 4R      | uitgeschakeld in de vierde ronde |
| KF      | uitgeschakeld in de kwartfinale  |
| HF      | uitgeschakeld in de halve finale |
| F       | de finale verloren               |
| W       | het toernooi gewonnen            |
| w-v     | winst/verlies-balans             |

### Enkelspel
| Toernooi        | 1970 |    | 1972 | 1973 | 1974 | 1975 | 1976 | 1977 | 1977 | 1978 | 1979 | 1980 | 1981 | 1982 | 1983 | 1984 | 1985 | 1986 | 1987 | 1988 | 1989 |
| --------------- | ---- | -- | ---- | ---- | ---- | ---- | ---- | ---- | ---- | ---- | ---- | ---- | ---- | ---- | ---- | ---- | ---- | ---- | ---- | ---- | ---- |
| Australian Open | 2R   | 2R | 3R   | 2R   | 3R   | 2R   | –    | –    | –    | –    | F    | HF   | KF   | KF   | HF   | 3R   | g.t. | 4R   | –    | 1R   |      |
| Roland Garros   | –    | –  | 1R   | –    | –    | 3R   | –    | –    | –    | F    | KF   | –    | –    | –    | –    | –    | –    | –    | –    | –    |      |
| Wimbledon       | –    | 1R | 3R   | 2R   | 1R   | 3R   | 2R   | 2R   | 4R   | KF   | KF   | KF   | 4R   | 4R   | 4R   | 3R   | 1R   | 2R   | 1R   | 2R   |      |
| US Open         | –    | –  | –    | –    | –    | 1R   | F    | F    | HF   | 3R   | 3R   | 3R   | 4R   | 3R   | HF   | 4R   | KF   | 2R   | 1R   | –    |      |

### Vrouwendubbelspel
| Toernooi        | 1972 | 1973 | 1974 | 1975 | 1976 | 1977 | 1977 | 1978 | 1979 | 1980 | 1981 | 1982 | 1983 | 1984 | 1985 | 1986 | 1987 | 1988 | 1989 | 1990 |
| --------------- | ---- | ---- | ---- | ---- | ---- | ---- | ---- | ---- | ---- | ---- | ---- | ---- | ---- | ---- | ---- | ---- | ---- | ---- | ---- | ---- |
| Australian Open | 2R   | KF   | 2R   | KF   | HF   | –    | –    | –    | –    | HF   | HF   | KF   | F    | HF   | 2R   | g.t. | KF   | F    | KF   | 3R   |
| Roland Garros   | –    | –    | –    | –    | KF   | –    | –    | –    | W    | KF   | –    | F    | KF   | –    | –    | HF   | –    | –    | –    | –    |
| Wimbledon       | 2R   | 1R   | –    | 3R   | KF   | 1R   | 1R   | W    | F    | F    | 2R   | HF   | F    | 2R   | HF   | F    | –    | HF   | 3R   | 3R   |
| US Open         | –    | –    | –    | 1R   | KF   | 3R   | 3R   | F    | W    | KF   | F    | W    | KF   | F    | HF   | F    | 3R   | KF   | 2R   | 2R   |

### Gemengd dubbelspel
| Toernooi        | 1972 | 1973 |    | 1975 | 1976 | 1977 | 1977 | 1978 | 1979 | 1980 | 1981 | 1982 | 1983 | 1984 | 1985 | 1986 | 1987 | 1988 | 1989 | 1990  | w-v |
| --------------- | ---- | ---- | -- | ---- | ---- | ---- | ---- | ---- | ---- | ---- | ---- | ---- | ---- | ---- | ---- | ---- | ---- | ---- | ---- | ----- | --- |
| Australian Open | –    | –    | –  | –    | –    | –    | –    | –    | –    | –    | –    | –    | –    | –    | g.t. | 2R   | 1R   | 1R   | 1R   | 1-4   |     |
| Roland Garros   | –    | –    | –  | KF   | –    | –    | –    | W    | –    | –    | W    | HF   | –    | –    | –    | –    | –    | –    | –    | 15-2  |     |
| Wimbledon       | 2R   | 2R   | 1R | 1R   | –    | –    | 3R   | KF   | HF   | 3R   | F    | W    | W    | KF   | KF   | 1R   | 1R   | 2R   | –    | 33-14 |     |
| US Open         | –    | –    | –  | –    | 2R   | 2R   | HF   | –    | W    | 1R   | –    | HF   | 3R   | HF   | 1R   | 1R   | 1R   | 1R   | –    | 14-10 |     |

- het Australian Open viel in 1985 in december en in 1987 in januari